# Diego Alejandro Martínez
Diego Alejandro Martínez Marin (La Tebaida, Quindío, Colombia; 29 de noviembre de 1989) es un futbolista colombiano. Juega de portero aunque valga destacar que en su primeras temporadas jugó como delantero. Su equipo actual es el Deportivo Pasto de la Categoría Primera A colombiana.

## Clubes
| Club                | País     | Año             |
| ------------------- | -------- | --------------- |
| Deportivo Pasto     | Colombia | 2008 - 2011     |
| Real Cartagena      | Colombia | 2012            |
| Jaguares de Córdoba | Colombia | 2013 - 2015     |
| Cúcuta Deportivo    | Colombia | 2016            |
| Patriotas Boyacá    | Colombia | 2017 - 2018     |
| Santa Fe            | Colombia | 2019            |
| Deportes Quindío    | Colombia | 2019            |
| Deportivo Pasto     | Colombia | 2020 - Presente |

## Estadísticas
| Club                           | Div.          | Temporada     | Liga  | Liga  | Copa Nacional | Copa Nacional | Copa Internacional | Copa Internacional | Total | Total |
| Club                           | Div.          | Temporada     | Part. | Goles | Part.         | Goles         | Part.              | Goles              | Part. | Goles |
| ------------------------------ | ------------- | ------------- | ----- | ----- | ------------- | ------------- | ------------------ | ------------------ | ----- | ----- |
| Deportivo Pasto · Colombia     |               |               |       |       |               |               |                    |                    |       |       |
| 1.ª                            | 2008          | 1             | 0     | —     | —             | —             | —                  | 1                  | 0     |       |
| 2.ª                            | 2010          | 10            | 1     | —     | —             | —             | —                  | 10                 | 1     |       |
| 2.ª                            | 2011          | 1             | 0     | 2     | 0             | —             | —                  | 3                  | 0     |       |
| Total club                     | Total club    | 12            | 1     | 2     | 0             | 0             | 0                  | 14                 | 1     |       |
| Sucre F. C. · Colombia         |               |               |       |       |               |               |                    |                    |       |       |
| 2.ª                            | 2012          | 26            | 0     | 2     | 0             | —             | —                  | 28                 | 0     |       |
| Total club                     | Total club    | 26            | 0     | 2     | 0             | 0             | 0                  | 28                 | 0     |       |
| Jaguares de Córdoba · Colombia |               |               |       |       |               |               |                    |                    |       |       |
| 2.ª                            | 2013          | 11            | 0     | 1     | 0             | —             | —                  | 12                 | 0     |       |
| 2.ª                            | 2014          | 27            | 0     | 5     | 0             | —             | —                  | 32                 | 0     |       |
| 1.ª                            | 2015          | 7             | 0     | 4     | 0             | —             | —                  | 11                 | 0     |       |
| Total club                     | Total club    | 45            | 0     | 10    | 0             | 0             | 0                  | 55                 | 0     |       |
| Cúcuta Deportivo · Colombia    |               |               |       |       |               |               |                    |                    |       |       |
| 2.ª                            | 2016          | 2             | 0     | —     | —             | —             | —                  | 2                  | 0     |       |
| Total club                     | Total club    | 2             | 0     | 0     | 0             | 0             | 0                  | 2                  | 0     |       |
| Patriotas Boyacá · Colombia    |               |               |       |       |               |               |                    |                    |       |       |
| 1.ª                            | 2017          | 4             | 0     | 4     | 0             | —             | —                  | 8                  | 0     |       |
| 1.ª                            | 2018          | 38            | 0     | —     | —             | —             | —                  | 38                 | 0     |       |
| Total club                     | Total club    | 42            | 0     | 4     | 0             | 0             | 0                  | 46                 | 0     |       |
| Santa Fe · Colombia            |               |               |       |       |               |               |                    |                    |       |       |
| 1.ª                            | [2019         | 1             | 0     | 1     | 0             | —             | —                  | 2                  | 0     |       |
| Total club                     | Total club    | 1             | 0     | 1     | 0             | 0             | 0                  | 2                  | 0     |       |
| Deportes Quindío · Colombia    |               |               |       |       |               |               |                    |                    |       |       |
| 2.ª                            | 2019          | 21            | 0     | —     | —             | —             | —                  | 21                 | 0     |       |
| Total club                     | Total club    | 21            | 0     | 0     | 0             | 0             | 0                  | 21                 | 0     |       |
| Deportivo Pasto · Colombia     | 1ª            | 2022          | 3     | 0     | 0             | 0             | 0                  | 0                  | 0     | 0,0   |
| Deportivo Pasto · Colombia     | Total club    | Total club    | 0     | 0     | 0             | 0             | 0                  | 0                  | 0     | 0,00  |
| Total carrera                  | Total carrera | Total carrera | 148   | 1     | 19            | 0             | 0                  | 0                  | 167   | 1     |

### Goles anotados
| #  | Fecha               | Torneo           | Partido                               | Jugada        | Arquero Rival |
| -- | ------------------- | ---------------- | ------------------------------------- | ------------- | ------------- |
| 1. | 25 de julio de 2010 | Segunda División | Deportivo Pasto 2-1 Juventud Girardot | En Movimiento | Michael Borja |

## Palmarés

### Campeonatos nacionales
| Título              | Club            | País     | Temporada |
| ------------------- | --------------- | -------- | --------- |
| Categoría Primera B | Deportivo Pasto | Colombia | 2011      |